# Нурдаль, Бертиль
Бертиль Нурдаль (швед. Bertil Nordahl, 26 февраля 1917, Умео — 1 декабря 1998, Дегерфорс) — шведский футболист, играл на позиции защитника за «Дегерфорс», «Аталанту» и национальную сборную Швеции. По завершении игровой карьеры — футбольный тренер.
Лучший шведский футболист 1948 года, родной брат Гуннара и Кнута Нурдалей, футболистов, которые получали аналогичный титул в 1947 и 1949 годах соответственно.
В составе сборной — олимпийский чемпион.

## Клубная карьера
Во взрослом футболе дебютировал в 1936 году выступлениями за команду «Гернефорс» из родного городка. 1942 года стал игроком клуба «Дегерфорс», в котором провел следующие семь сезонов.
Привлек внимание представителей тренерского штаба итальянской «Аталанты», к составу которого присоединился в 1948 году. Отыграл за бергамский клуб следующие три сезона своей игровой карьеры. Большинство времени, проведенного в составе «Аталанты», был основным игроком команды.
Завершил профессиональную игровую карьеру в «Дегерфорсе», в составе которого уже выступал ранее. Пришёл в команду в 1951 году, защищал её цвета до прекращения выступлений на профессиональном уровне в 1952.

## Выступления за сборную
В 1945 году дебютировал в официальных матчах в составе национальной сборной Швеции. В течение карьеры в национальной команде, которая длилась 4 года, провел в форме главной команды страны 15 матчей.
В составе сборной был участником футбольного турнира на Олимпийских играх 1948 года в Лондоне, со сборной выиграл титул олимпийского чемпиона.

## Карьера тренера
Начал тренерскую карьеру сразу же по завершении карьеры игрока, в 1952 году, возглавив тренерский штаб клуба «Эребру».
Последним местом тренерской работы был клуб «Браге», команду которого Бертиль Нурдаль возглавлял как главный тренер до 1955 года.
Умер 1 декабря 1998 года на 82-м году жизни.

## Титулы и достижения

### Командные
- Олимпийский чемпион (1):

1948

### Личные
- Лучший шведский футболист года (1):

1948